# Tuerie de l'école primaire Sandy Hook
La tuerie de l'école primaire Sandy Hook, ou tuerie de Newtown, est une tuerie en milieu scolaire survenue le 14 décembre 2012, causant 26 morts dont 20 enfants, dans une école primaire du village de Sandy Hook, aux abords de Newtown, dans l'État du Connecticut, aux États-Unis. Adam Lanza, le meurtrier, âgé de 20 ans et collectionneur d'armes à feu, tue sa mère Nancy à leur domicile, avant de se rendre à l'école où il abat 26 personnes avant de se donner la mort.
Cette tuerie en milieu scolaire est la troisième par le nombre de victimes survenue aux États-Unis, après la fusillade de l'université Virginia Tech en 2007 qui avait fait 32 morts, et l'attentat de la Bath Consolidated School qui avait fait 46 morts en 1927.

## Faits
Avant de se rendre à l'école primaire de Sandy Hook, Adam Lanza tue sa mère, Nancy Lanza, âgée de 52 ans, à leur domicile, à environ 8 km de l'école et emprunte sa voiture qu'il stationne près de l'entrée principale. Il porte alors un uniforme noir, des lunettes de soleil, un bob, une veste de pêche avec des poches et un masque. Les tirs commencent à 9 h 30 du matin, heure locale, approximativement une demi-heure après le début des cours. Cette tuerie ne dure que quelques minutes sans aucun mot de la part du meurtrier, selon des témoins de la scène,. Toutefois, d'autres témoins racontent que Lanza aurait parlé à des victimes ; il se serait cruellement et sadiquement moqué d'elles avant de les abattre. Par la suite, il se suicide par balle,. La principale de l'école, Dawn Lafferty Hochsprung, âgée de 47 ans, et la psychologue de l'école, Mary Sherlach, âgée de 56 ans, ont été abattues,, après être allées à la rencontre du tueur en entendant les coups de feu. Selon la police, Hochsprung aurait averti le reste de l'école de la présence du meurtrier en activant le système des haut-parleurs avant d'être tuée,.
Depuis la rentrée scolaire, l'école venait de mettre en place un nouveau système de sécurité utilisant des caméras vidéo pour prévenir ce genre de situation, mais le jeune homme a pu forcer son entrée dans l'école en tirant dans une vitre. Le frère aîné d'Adam, Ryan Lanza, d'abord accusé par erreur dans les médias de la tuerie, a, par précaution, été entendu par la Connecticut State Police et le FBI. Des pièces d'identité de Ryan auraient été retrouvées sur Adam. En dehors du tireur, on dénombre 27 victimes.

## Victimes
Mère du tueur de masse
- Nancy Lanza, 52 ans (tuée dans leur maison)

Enseignantes et membres du personnel de l'école
- Rachel D'Avino, 29 ans, thérapeute comportemental
- Dawn Hochsprung, 47 ans, principale de l'école
- Anne Marie Murphy, 52 ans, enseignante en éducation spécialisée
- Lauren Rousseau, 30 ans, enseignante
- Mary Sherlach, 56 ans, psychologue de l'école
- Victoria Leigh Soto, 27 ans, enseignante

Élèves
- Charlotte Bacon, 6 ans
- Daniel Barden, 7 ans
- Olivia Engel, 6 ans
- Josephine Gay, 7 ans
- Dylan Hockley, 6 ans
- Madeleine Hsu, 6 ans
- Catherine Hubbard, 6 ans
- Chase Kowalski, 7 ans
- Jesse Lewis, 6 ans
- Ana Márquez-Greene, 6 ans
- James Mattioli, 6 ans
- Grace McDonnell, 7 ans
- Emilie Parker, 6 ans
- Jack Pinto, 6 ans
- Noah Pozner, 6 ans
- Caroline Previdi, 6 ans
- Jessica Rekos, 6 ans
- Avielle Richman, 6 ans
- Benjamin Wheeler, 6 ans
- Allison Wyatt, 6 ans

## Profil du criminel
Adam Lanza, âgé de 20 ans (né le 22 avril 1992), étudiant à la Newtown High School (en) n'avait aucun casier judiciaire,,. Né à Exter (New Hampshire), dans une famille de la classe moyenne supérieure, il est originaire de Kingston, dans le même État, où ses parents se sont mariés. Après leur divorce en 2008, Adam Lanza vivait avec sa mère dans une maison non loin de l'école primaire Sandy Hook. Depuis quelques années, Nancy Lanza, la mère, était devenue une prepper, une survivaliste qui se préparait à la fin du monde, et possédait un arsenal d'armes pour cette raison.
Adam quitte la maison de sa mère, le matin de la tragédie, avec quatre de ses armes. Selon plusieurs sources, Lanza a été présenté comme un enfant « profondément perturbé » qui aurait souffert du syndrome d'Asperger ou d'un autre des troubles du spectre de l'autisme. Cette assertion est critiquée par différentes associations d'information sur l'autisme qui considèrent qu'un lien entre la violence et les troubles de l'autisme ne devrait pas être induit par les médias dans de telles circonstances,,.

### Éducation
Lanza avait fréquenté l'école primaire Sandy Hook pendant une courte période. Par la suite, il avait fréquenté l'école catholique Sainte Rose de Lima, dans le Connecticut, et ensuite, l'école secondaire de Newtown, où il avait reçu la distinction honors student (en). Il a été retiré de l'école secondaire à l'âge de seize ans, et a commencé à fréquenter la Western Connecticut State University peu après. Après son retrait de l'école secondaire, Lanza a reçu des cours chez lui par sa mère et son père, et a reçu le General Educational Development. La tante de Lanza a dit que sa mère l'avait retiré du système de l'école publique de Newtown parce qu'elle était en désaccord avec les objectifs de cette école de quartier pour son fils. Il a fréquenté la Western Connecticut State University en 2008 et 2009. Les étudiants et les enseignants qui le connaissaient de l'école secondaire avaient décrit Lanza comme « intelligent, mais nerveux et agité ». Il évitait d'attirer l'attention, était mal à l'aise avec la socialisation, et il n'avait pas d'amis proches à l'école.

### Troubles comportementaux
Lanza avait été diagnostiqué comme ayant des troubles sensoriels au début de l'école primaire. Quand il a eu treize ans, il a reçu un diagnostic de syndrome d'Asperger par un psychiatre, selon son père, Peter Lanza. Adam avait aussi des TOC, et il était sous traitement depuis octobre 2006, quand la thérapie comportementale et l'anti-dépresseur Citalopram furent prescrits. Après les contestations de Nancy Lanza, le traitement a cessé après quatre visites, et Lanza a arrêté de prendre ses médicaments. Dans une interview de 2013, Peter Lanza a dit qu'il suspectait son fils de souffrir également d'une schizophrénie non diagnostiquée, en plus de ses autres troubles psychologiques. Lanza a déclaré que les membres de la famille peuvent avoir manqué les signes de l'apparition de la schizophrénie et du comportement psychotique pendant l'adolescence de son fils, parce qu'ils attribuent à tort son comportement étrange et son isolement croissant, au syndrome d'Asperger,,,,. Après les publications du profil d'Adam Lanza, et dans l'anticipation des potentielles réactions et amalgames avec d'autres conditions psychologiques, les défenseurs de l'autisme ont fait une campagne pour clarifier que l'autisme est un trouble neuro-développemental, non une maladie mentale. L'attrait de Lanza pour les armes n'est habituellement pas observé chez la population autiste.
Le trouble sensoriel n'est pas un diagnostic officiel de la communauté médicale mais il fait fréquemment partie des caractéristiques de l'autisme. Kathleen A. Koenig, une infirmière du centre d'études de l'enfant de Yale, a dit que Lanza avait les symptômes du trouble obsessionnel compulsif parce qu'il lavait fréquemment ses mains et changeait de chaussettes 20 fois par jour, au point que sa mère faisait trois machines par jour. En outre, il épuisait parfois une boîte de mouchoirs en un jour parce qu'il ne pouvait pas toucher une poignée de porte à main nue.
Lanza était fasciné par les tueries de masse, et plus particulièrement par la fusillade de Columbine et la fusillade de l'université d'Illinois du Nord. Il ne laissait personne entrer dans sa chambre à coucher (dont il avait tapissé les fenêtres avec des sacs en plastique noirs pour empêcher d'entrer la lumière du soleil), refusait d'avoir un arbre de Noël dans la maison et ne mangeait sa nourriture que si elle était disposée dans un plateau. Il avait également choisi de couper tout contact avec son père et son frère dans les deux ans avant la fusillade, et à un moment donné, il communiquait avec sa mère, qui vivait dans la même maison, seulement par courrier électronique. Un document intitulé « Selfish » (« Égoïste »), sur l'égoïsme inhérent des femmes, a été trouvé sur l'ordinateur de Lanza après sa mort,.

### Condition physique
Selon un rapport provenant du bureau de défense de l'enfant dans le Connecticut en novembre 2014, Lanza souffrait d'anorexie quand il était adolescent. Une note médicale datant de février 2008 établit qu'il mesurait environ 1,78 m (cinq pieds dix pouces), et pesait 51 kg (112 livres). Au moment de sa mort, il a été jugé anorexique à un tel point de malnutrition qu'il en avait des lésions cérébrales, et une taille de 1,82 m (six pieds) et un poids 51 kg (112 livres).

### Rapport de l'appel téléphonique de 2011
En janvier 2014, le New York Daily News a rapporté que Lanza avait appelé la station de radio de l'université de l'Oregon en décembre 2011. Au cours de cet appel (il utilisait le pseudo « Greg »), il avait comparé le jeune meurtrier du centre commercial au chimpanzé Travis. Un enregistrement audio de l'appel a permis que la voix de Lanza soit reconnue par deux de ses camarades de l'université. Lanza a également pu passer à la radio dans une conversation de messagerie instantanée, sous le pseudo « Smiggles ». Stephen Sedensky, procureur du comté de Fairfield : « Adam Lanza a peut-être appelé une station de radio, mais je ne sais pas précisément si c'est Adam Lanza sur la bande sonore ».

### Nancy Lanza
Après son divorce avec le père d'Adam (un dirigeant d'entreprise), Nancy Lanza a été soutenue par des prestations compensatoires,,. Un commentaire fait mention qu'elle n'avait pas à travailler parce que le règlement du divorce l'avait laissée « très bien ». Les rapports initiaux selon lesquels Nancy Lanza avait travaillé comme bénévole à l'école primaire Sandy Hook ont été réfutés par le surintendant scolaire le 15 décembre 2012. En décembre 2013, la divulgation des documents relatifs à l'affaire comprenait une carte trouvée au domicile de Nancy Lanza, datant de 1999, avec l'inscription suivante : « Chère Mme Lanza, Merci d'être une bénévole si impliquée. Les enfants ont connu une année de réussites grâce à votre participation active et dévouée. ».
Sa belle-sœur a décrit Nancy Lanza comme une « amatrice de fusils qui possédait au moins une douzaine d'armes à feu »,,,. Elle emmenait souvent ses deux fils à un champ de tir local et leur apprenait à tirer,. Peter Lanza a dit qu'il ne pense pas que Nancy Lanza craignait son fils Adam. Elle ne confiait aucune crainte vis-à-vis d'Adam, à sa sœur ni à sa meilleure amie ; elle dormait avec la porte de sa chambre non verrouillée, et elle gardait des pistolets dans la maison où elle vivait avec Adam.

## Réactions
Le président des États-Unis Barack Obama s'adresse aux familles des victimes lors d'une allocution télévisée, notant que « Nous ne pouvons plus tolérer cela, et pour mettre un terme à ces tragédies nous devons changer ». Il demande également le 16 décembre à ce qu'un drapeau américain soit en berne à la Maison-Blanche en hommage aux victimes. Les chefs de nombreux pays et organisations ont également fait leurs condoléances durant le week-end après la tuerie. Le premier ministre canadien, Stephen Harper commente la tragédie par ces mots : « c'est très difficile... en tant que père, c'est très difficile de regarder ces images d'enfants morts ». Le président français, François Hollande, adresse une lettre à Barack Obama adressant ses « condoléances attristées » en son nom et celui du peuple français.
Après cette tuerie, l'école primaire Sandy Hook reste fermée jusqu'à nouvel ordre. La ville à proximité de Sandy Hook, Monroe, invite l'école à utiliser ses anciens locaux. L'université du Connecticut, de son côté, accueille les enfants qui ont survécu à la tuerie. Le débat sur le contrôle des armes à feu est relancé par la tuerie,. Mais les Américains sont divisés sur la question. En effet, l'accès aux armes est protégé par le deuxième amendement de la Constitution des États-Unis et défendu par un puissant lobby, la National Rifle Association. Mais l'usage d'une arme semi-automatique (Bushmaster .223) lors de cette tuerie, entre les mains d'un jeune homme de 20 ans présenté comme « perturbé », a ébranlé l'opinion publique. Le président Obama a bien évoqué la nécessité de prendre des « mesures significatives » mais sans évoquer précisément la question des armes.
En avril 2013, la proposition de loi proposée par les démocrates, avec un compromis de certains républicains, qui proposait l'extension des background checks (en) et la limitation sur les ventes de munitions et les armes de guerre, fut rejetée par le Sénat. Aucun des votes n'a atteint les 60 voix nécessaires pour contourner le Filibuster. Le détail des votes reflète le clivage politique : 90 % des Républicains s'y sont opposés contre 90 % des Démocrates. En présence des familles des victimes, Obama exprima sa colère et sa déception face aux sénateurs et aux lobbys des armes qui désinformèrent le débat,.
Après le massacre, les ventes d'armes atteignent un niveau historique dans le Tennessee. Dans cinq États, la multinationale Walmart connait une rupture de ses stocks d'armes semi-automatiques, tandis que la NRA est rejointe par cent mille nouveaux adhérents. Les actions des géants de l'armurerie s'envolent à la bourse de New York : + 5,6 % pour Sturm, Ruger & Co et + 6,5 % pour Smith & Wesson.

### Théories du complot
La tuerie de Sandy Hook a vu naître dès le surlendemain des théories du complot expliquant que l'événement n'aurait jamais eu lieu, qu'aucun enfant ne serait mort et que les parents ne seraient que des « acteurs de crise ». La fusillade aurait été mise en scène par Barack Obama, associé au gouvernement mondial en vue de mettre en place un contrôle des armes. Ces théories atteignent une ampleur sans précédent, leurs partisans n'hésitant pas à harceler voire à menacer Gene Rosen qui avait sauvé six enfants en les abritant chez lui ou des parents de victimes, comme Lenny Pozner. Ce dernier finit par créer sur internet le groupe Facebook HONR Network dans le but de lutter contre la criminalité et la cruauté des partisans de ces théories,.
Le 7 décembre 2016 un tribunal en Floride inculpe Lucy Richards pour avoir adressé des menaces de mort à Lenny Pozner. Pozner obtient le retrait de nombreux articles montrant des photos de son fils en vertu du droit d'auteur. Le 7 juin 2017 Lucy Richards est condamnée par un tribunal fédéral de Fort Lauderdale à cinq mois de prison ferme suivis de cinq mois d'assignation à résidence. Le juge lui déclare notamment « vos paroles ont été cruelles et insensibles. Vos paroles... ont des conséquences. Les mots ont de l'importance. C'est la réalité. [Ici] il n'y a pas de fiction et pas de faits alternatifs, ».
Le 17 avril 2018 la presse américaine annonce que trois parents d'enfant morts lors de la tuerie, dont Lenny Pozner et son ex-épouse, ont décidé de poursuivre l'auteur de théories du complot Alex Jones en diffamation pour avoir prétendu pendant des années qu'ils étaient des « acteurs de crise » engagés par le gouvernement et qu'aucun enfant ne serait mort au cours du massacre.
Le 17 juin 2019, dans un arrêt préliminaire, un juge du Wisconsin reconnaît James Fetzer (en) et Mike Palacek, auteurs du livre Nobody Died at Sandy Hook (Personne n'est mort à Sandy Hook) coupables de diffamation à l'encontre de Lenny Pozner. L'éditeur de l'ouvrage s'engage par ailleurs à retirer l'ouvrage de la vente en guise d'accord à l'amiable en conclusion de la procédure engagée contre lui par Lenny Pozner. Plusieurs autres parents de victimes, qui avaient pendant des années adopté un profil bas face à leurs harceleurs, se sont résolus à rejoindre les actions engagées par Lenny Pozner et à s'associer aux plaintes qu'il a déposées, notamment contre le complotiste Alex Jones. En octobre 2019, Fetzer est condamné à verser 450 000 dollars de dommages et intérêts à Lenny Pozner mais annonce qu'il fera appel.